# استیون برنستاین
استیون برنستاین (انگلیسی: Steven Bernstein؛ زادهٔ ۸ اکتبر ۱۹۶۱) موسیقی‌دان و نوازندهٔ ترومپت اهل ایالات متحده آمریکا است.
از فیلم‌ها یا مجموعه‌های تلویزیونی که وی در آن‌ها نقش داشته است می‌توان به «کانزاس سیتی» (تهیه‌کننده موسیقی) و «کوتوله را بگیرید» (رهبر ارکستر) اشاره نمود.